# Могучий Атом (телесериал, 1959)
Могучий Атом (яп. 鉄腕アトム Тэцуван Атому) — японский токусацу-сериал, придуманный MBS Productions и выходивший в эфир на канале MBS. Это была первая адаптация манги «Могучий Атом» («Астробой»), предшествовавшая аниме-сериалу «Астробой».